# Yerma (pel·lícula)
Yerma és una pel·lícula espanyola dirigida el 1999 per Pilar Távora Sánchez, basada en l'obra de teatre Yerma de Federico García Lorca. Fou exhibida a Hollywood amb altres pel·lícules espanyoles el març de 1999.

## Argument
Yerma desitja tenir un fill perquè ser mare encarna el seu ideal d'amor. Com que no pot, acusa el seu marit Juan de falta de passió com a causant de la seva infertilitat. Creu que podria tenir el fill que desitja amb Vïctor, però el seu sentit de casta i honra li impedeixen lliurar-se a aquest home. Yerma es rebel·la contra aquest destí injust i se n'allibera matant Juan.

## Repartiment
- Aitana Sánchez-Gijón...	Yerma
- Juan Diego... Juan
- Irene Papas...	Vella pagana
- Mercedes Sanz-Bernal ...	María
- Jesús Cabrero ...	Víctor
- María Galiana...	Dolores
- Reyes Ruiz ...	Filla de Dolores
- Ana Fernández ... Bugadera

## Recepció
Als premis Fotogramas de Plata 1999 Aitana Sánchez-Gijón i María Galiana foren candidates al guardó a la Millor actriu de cinema.